# Couvent Notre Dame de la Rose de Jéricho
Pour les articles homonymes, voir Couvent des Dames, Dames Blanches et Jéricho (homonymie).
Le couvent de Notre Dame de la Rose plantée de Jéricho ou couvent des Dames Blanches occupait un emplacement de cinq hectares entre la rue de Flandre, le Vieux Marché aux Grains, la rue des Chartreux et le rempart des Moines à Bruxelles en Belgique.

## Histoire
Le couvent de Jéricho est visible sur bien de vieux plans de la ville datant de la fin du XIIe  ou du  XIIIe siècle.
En 1456, les Dames Blanches furent expulsées du couvent à cause de leur conduite légère et scandaleuse. S'y installèrent des sœurs Augustines. 1783 fut l'année de la suppression et du morcellement du couvent.

## Galerie

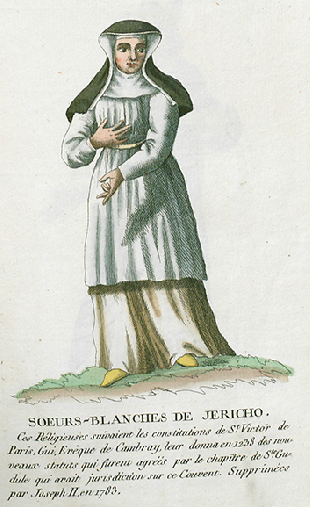
Sœurs-Blanches de Jéricho
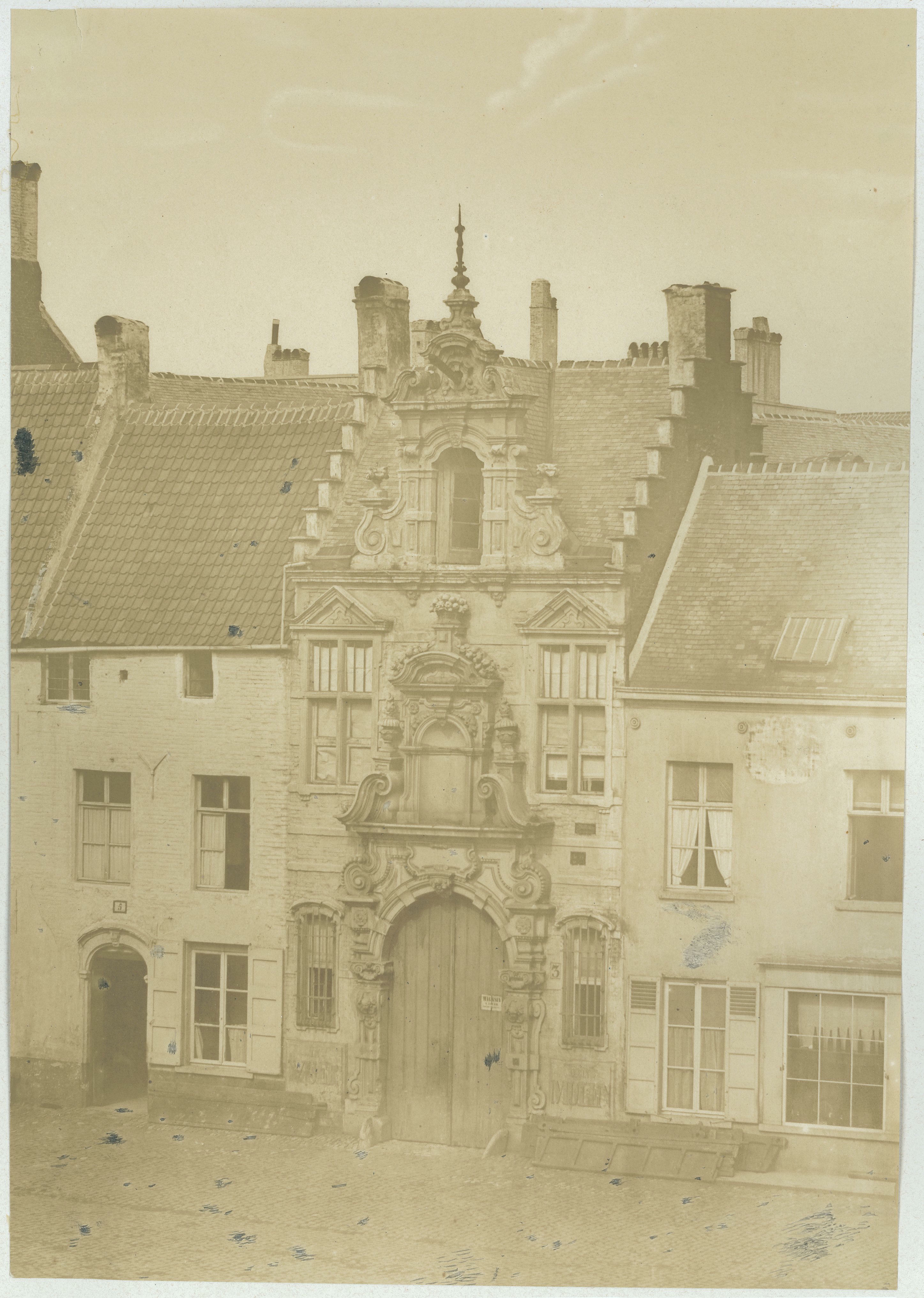
Porte d'entrée au Vieux Marché aux Grains (1852)
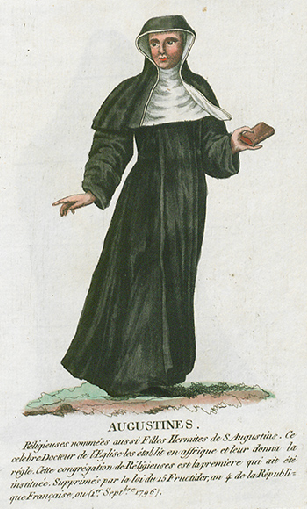
Augustines